# Raúl Romero
Raúl Alberto Romero (ur. 11 marca 1935) – argentyński zapaśnik walczący w obu stylach. Olimpijczyk z Tokio 1964, gdzie zajął dziewiętnaste miejsce w stylu klasycznym, w kategorii 70 kg i trzynaste w wolnym, w wadze do 63 kg.

## Letnie Igrzyska Olimpijskie 1964
| Konkurencja          | Rundy eliminacyjne     | Klas. końcowa |
| Konkurencja          | Przeciwnik I           | Miejsce       |
| -------------------- | ---------------------- | ------------- |
| 70 kg styl klasyczny | Tokuaki Fujita (JPN) P | 19.           |

| Konkurencja      | Rundy eliminacyjne      | Rundy eliminacyjne              | Rundy eliminacyjne     | Klas. końcowa |
| Konkurencja      | Przeciwnik I            | Przeciwnik II                   | Przeciwnik III         | Miejsce       |
| ---------------- | ----------------------- | ------------------------------- | ---------------------- | ------------- |
| 63 kg styl wolny | John Alan Smith (ZAM) Z | Mohammad Ibrahim Kederi (AFG) P | Osamu Watanabe (JPN) P | 13.           |